# WASP-5b
WASP-5b — екзопланета, що обертається навколо зорі WASP-5, яка розташована на відстані близько 967 світлових років від Землі у напрямку сузір'я Фенікс. Маса та радіус планети вказують на те, що вона є газовим гігантом з хімічним складом елементів схожим до того, що спостерігається у Юпітера. WASP-5b розташована досить близько до своєї материнської зорі й належить до класу гарячі Юпітери та має температуру атмосфери приблизно 1717°K.